# Faruk Nafız Özak
Faruk Nafız Özak török politikus, parlamenti képviselő, miniszter (Trabzon, 1946. április 19. –). Recep Tayyip Erdoğan kormányában elsőként közmunka- és lakásügyi miniszter 2005. június 2. és 2009. május 1. között, majd 2009. május 1. és 2011. július 6. között államminiszteri rangban, sport- és ifjúságügyi miniszter volt.

## Életrajz
A Fekete-tengeri régióban született Trabzon városában Trabzon tartományban, apja neve Ali Haydar.
Az érettségit követően a Fekete-tengeri Műszaki Egyetemen építészként szerzett diplomát.
A Trabzonspor labdarúgócsapatának korábbi kapitánya, alelnöke, később elnöke, egy alkalommal „Az év sportolója” cím birtokosa. Alapítója a Trabzon Fejlődésért Alapítványnak (Trabzon Kalkınma Vakfı).
2002-ben a parlamenti választásokon a parlament tagja lett, majd 2007-ben és 2011-ben is újraválasztották Trabzon képviselőjeként.

## Magánélete
Nős, két gyermeke van, angolul kommunikál.

## Fordítás
- Ez a szócikk részben vagy egészben  a   Faruk Nafız Özak című török Wikipédia-szócikk fordításán alapul.  Az eredeti cikk szerkesztőit annak laptörténete sorolja fel. Ez a jelzés csupán a megfogalmazás eredetét és a szerzői jogokat jelzi, nem szolgál a cikkben szereplő információk forrásmegjelöléseként.
- Ez a szócikk részben vagy egészben  a   Faruk Nafız Özak című angol Wikipédia-szócikk fordításán alapul.  Az eredeti cikk szerkesztőit annak laptörténete sorolja fel. Ez a jelzés csupán a megfogalmazás eredetét és a szerzői jogokat jelzi, nem szolgál a cikkben szereplő információk forrásmegjelöléseként.